# Стефанівка (Івано-Франківський район)
Стефанівка — селище в Україні, у Рогатинській міській громаді Івано-Франківського району Івано-Франківської області.

## Історія
12 червня 2020 року, відповідно до Розпорядження Кабінету Міністрів України  № 714-р «Про визначення адміністративних центрів та затвердження територій територіальних громад Івано-Франківської області», увійшло до складу Рогатинської міської громади.
19 липня 2020 року, в результаті адміністративно-територіальної реформи та ліквідації Рогатинського району, селище увійшло до складу новоутвореного Івано-Франківського району.
У 2021 р. у Стефанівці не залишилося жодного жителя.